# Baron (konwencja)
Baron – brydżowa konwencja licytacyjna opracowana przez Leo Barona i Adama Mereditha będąca częścią systemu licytacyjnego Baron.  W oryginalnej wersji tej konwencji pytanie 2♣ po 1BA lub 3♣ po 2BA prosiło partnera o zalicytowanie najniższej z posiadanych czwórek (w odróżnieniu od Staymana, który jest pytaniem o starsze czwórki).  Konwencja Baron jest bardzo rzadko używana w tej postaci, niemniej niektóre pary grające Acolem ze słabym 1BA nadal używają tej konwencji jako forsującego do końcówki relayu, pytaniem jest nie 2♣, lecz 2♠ (2♣ to zazwyczaj Stayman, a 2 w kolor czerwony to transfery.  Po pytaniu 2♠ otwierający ma do dyspozycji następujące odpowiedzi:
- 2BA - dowolny układ 4-3-3-3, odpowiadający licytuje teraz swoją najniższą czwórkę, jeżeli otwierający ma fit czterokartowy to licytuje najniższy cue bid, z wyższą czwórką pokazuje ją naturalnie, a z niższą czwórką licytuje 3BA;
- 3m/♥ - czwórka w licytowanym kolorze i w kolorze wyższym, licytacja odpowiadającego jak powyżej;
- 3♠/BA - odpowiedzio 5 trefli/kar.